# Severino Minelli
Severino Minelli (født 6. september 1909, død 23. september 1994) var en schweizisk fodboldspiller, der som forsvarer på Schweiz' landshold deltog ved både VM i 1934 i Italien og VM i 1938 i Frankrig. I alt spillede han 80 landskampe.
Minelli spillede på klubplan for Grasshoppers, hvor han var tilknyttet 13 år. Han havde også ophold i Servette FC og FC Zürich. Han var efter sit karrierestop også træner for FC Zürich og landsholdet.